# Epigrafia
L'epigrafia és una ciència autònoma i alhora auxiliar de la història que estudia les inscripcions fetes sobre materials durs (pedres, ossos, metall, fusta, ceràmica, etc.), i estableix metodologies per a interpretar-les. La finalitat de l'epigrafia és el desxiframent, lectura i interpretació de les inscripcions, amb la finalitat d'obtenir la major quantitat possible d'informació d'aquestes. Segons les convencions internacionals, especialment per a la Unesco, l'existència d'epigrafia pròpia és el marcador que indica el pas d'una cultura de prehistòrica a històrica, especialment quan entre les seues inscripcions compta amb annals i cròniques. L'epigrafia es relaciona de forma directa amb ciències com la història antiga, l'arqueologia i la paleografia, i complementàriament amb unes altres com la numismàtica, la història de l'escriptura, la història de les religions o el dret romà.

## Història

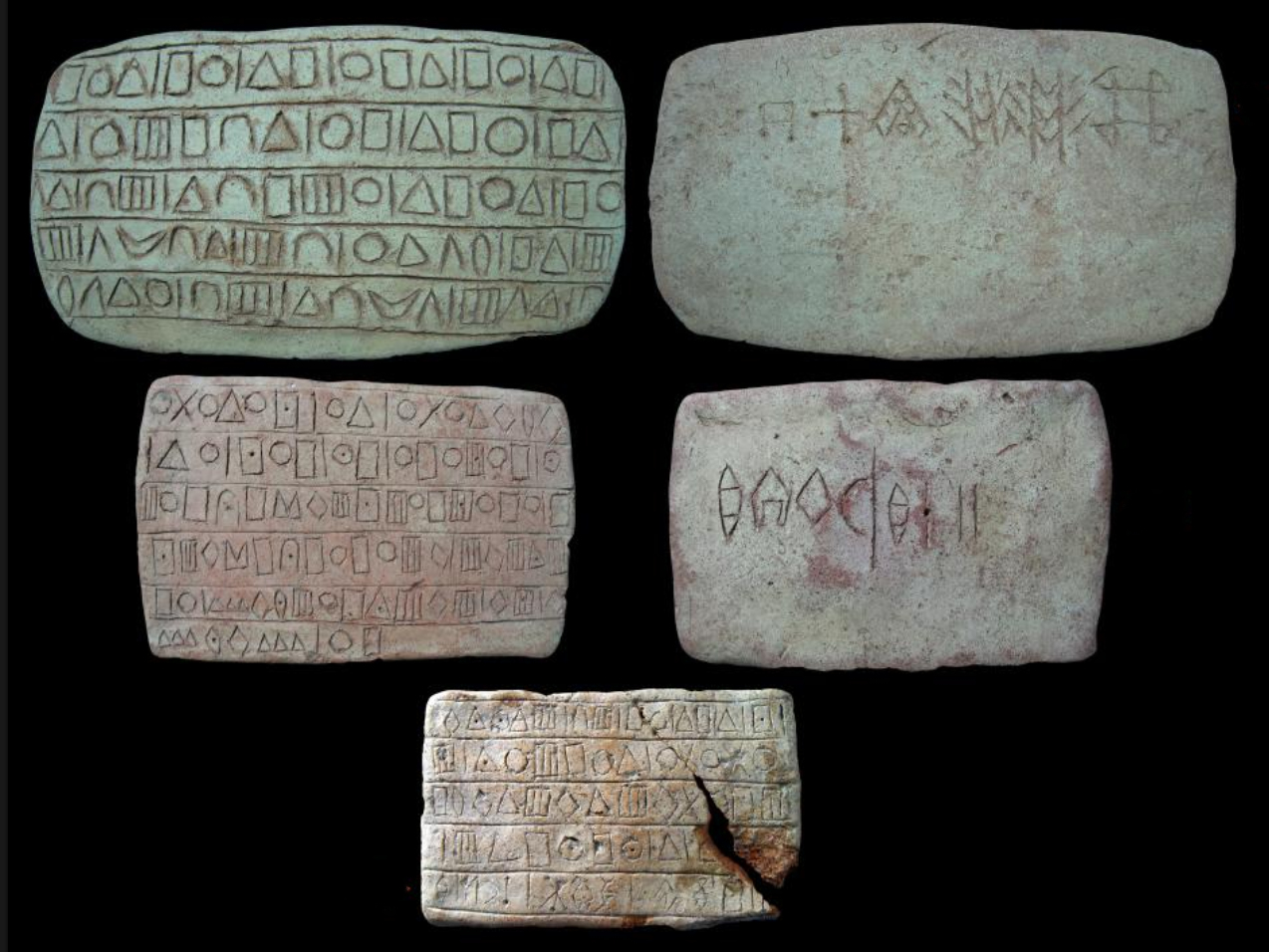
Inscripcions de la cultura Jiroft

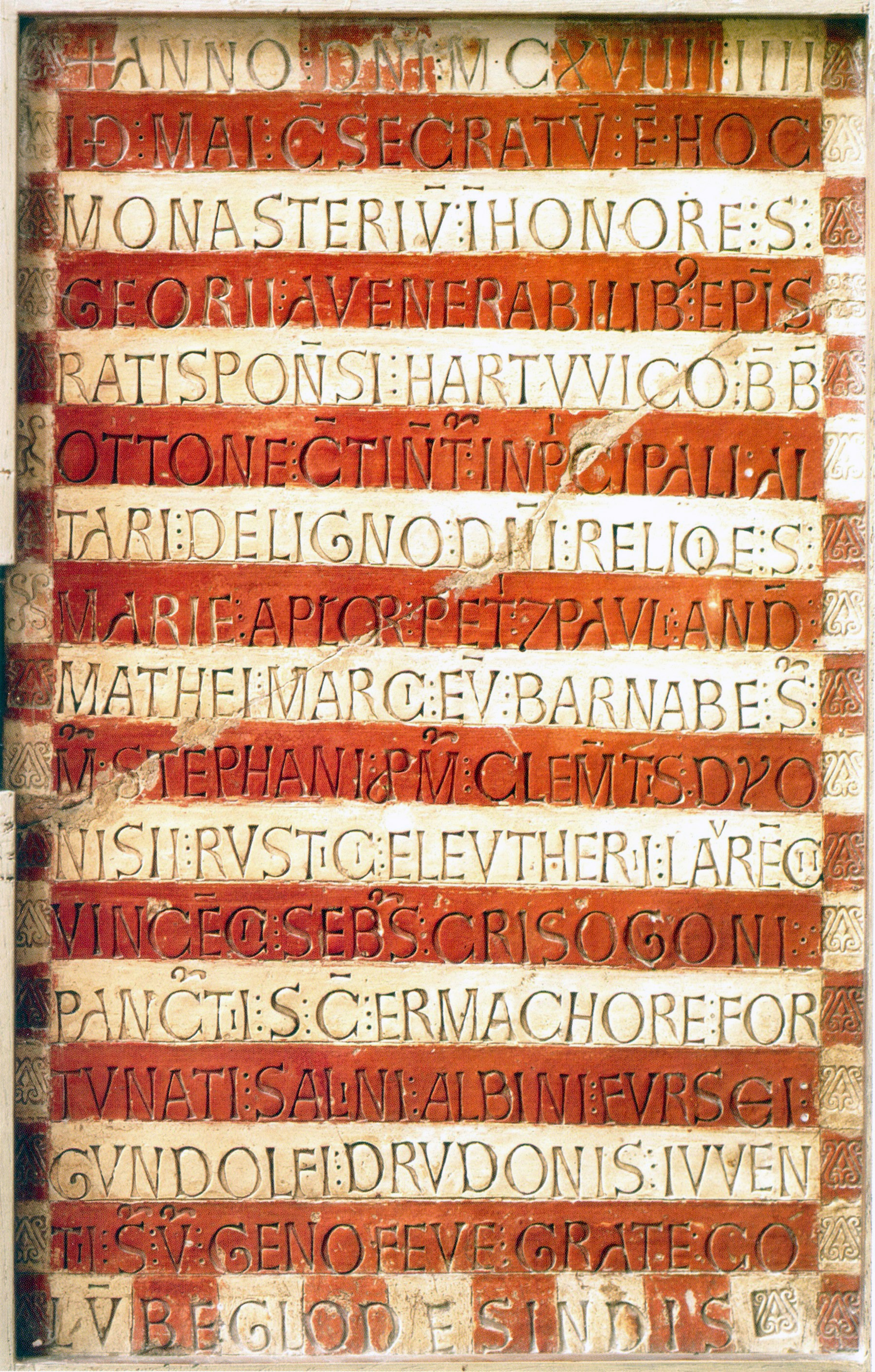
La inscripció dedicatòria de Prüfening, de l'alta època medieval, composta en llatí i estampada en capitells quadrats romans

La ciència de l'epigrafia s'ha desenvolupat de manera constant des del segle XVI. Els principis de l'epigrafia varien en cada cultura, i la ciència, inicialment, a Europa es va concentrar en les inscripcions llatines. Epígrafs com Georg Fabricius (1516–1571) han fet aportacions individuals; Stefano Antonio Morcelli (1737–1822); Luigi Gaetano Marini (1742–1815); August Wilhelm Zumpt (1815–1877); Theodor Mommsen (1817–1903); Emil Hübner (1834–1901); Franz Cumont (1868–1947); Louis Robert (1904–1985).
El Corpus Inscriptionum Latinarum, iiniciat per Mommsen i altres estudiosos, es publica a Berlín des de 1863, amb interrupcions de guerra. És la col·lecció més gran i extensa d'inscripcions llatines. Encara es produeixen nous fascicles a mesura que continua la recuperació d'inscripcions. El Corpus està ordenat geogràficament: totes les inscripcions de Roma es troben al volum 6. Aquest volum té el major nombre d'inscripcions; el volum 6, part 8, fascicle 3 es va publicar recentment (2000). Els especialistes depenen d'aquestes sèries de volums en curs en què es publiquen inscripcions recentment descobertes, sovint en llatí, a diferència del registre zoològic dels biòlegs, la matèria primera de la història.
L'epigrafia grega s'ha desenvolupat en mans d'un equip diferent, amb corpus diferents; n'hi ha dos. El primer és el Corpus Inscriptionum Graecarum, del qual en van sortir quatre volums, de nou a Berlín, entre els anys de 1825 i 1877. Això va marcar un primer intent de publicació exhaustiva d'inscripcions gregues copiades d'arreu del món de parla grega. Només els estudiants avançats encara el consulten, perquè millors edicions dels textos l'han substituït posteriorment. El segon corpus, modern, és Inscriptiones Graecae, ordenats geogràficament en categories: decrets, catàlegs, títols honorífics, inscripcions funeràries, diverses, totes presentades en llatí, per preservar la neutralitat internacional del camp dels clàssics.
Altres sèries d'aquest tipus inclouen el Corpus Inscriptionum Etruscarum (Inscripcions etrusques), Corpus Inscriptionum Crucesignatorum Terrae Sanctae (Inscripcions dels croats), Corpus Inscriptionum Insularum Celticarum (Inscripcions celtes), Corpus Inscriptionum Iranicarum (inscripcions iranianes), "Inscripcions reials de Mesopotàmia" i "Inscripcions reials del període neoassiri" (inscripcions sumèria i acadiana) i així successivament.
Els jeroglífics egipcis es van resoldre mitjançant la pedra de Rosetta, que era una estela multilingüe en grec clàssic, egipci demòtic i jeroglífic egipci clàssic. El treball va ser realitzat per l'erudit francès Jean-François Champollion i el científic britànic Thomas Young.
La interpretació dels jeroglífics maies es va perdre com a conseqüència de la conquesta espanyola d'Amèrica Central. Tanmateix, el treball recent d'epígrafs i lingüistes maies ha aportat una quantitat considerable d'informació sobre aquest complex sistema d'escriptura.

## Materials
Els primers materials escrits que es documenten amb seguretat són en signari cuneïforme, dins de la cultura sumèria, cap a 3800 aC. L'Epigrafia s'especialitza segons la seua època històrica i segons la cultura que la produeix, encara que històricament les més desenvolupades són la grega, la romana, la maia i l'egípcia. També pot dividir-se en seccions diferents en virtut del contingut o objecte de les inscripcions.
La civilització romana va produir gran nombre de documents escrits sobre suports durables (pedra, marbre, metall, ceràmica, etc.) que proporcionen molta informació respecte a aspectes diversos de la dinàmica social, política, econòmica i religiosa de l'Antiguitat clàssica. L'epigrafia llatina està constituïda per inscripcions -sacres, honorífiques i, especialment, funeràries- que expliquen la història de persones i famílies. Presenten, sovint, lletres de dimensions molt grans que faciliten la seva lectura. Una altra característica destacable de les inscripcions llatines consisteix en les gairebé infinites abreviacions de les paraules i també dels noms i en l'ús de les sigles i dels nexes entre lletres. Estan generalment escrites en llengua llatina. N'hi ha, però, en altres llengües, en grec, per exemple. Constitueixen el filtre, el trànsit de coneixença i supervivència en el món romà de cultures diverses. L'epigrafia llatina va esdevenir un important vehicle d'aculturació.

### Epigrafia llatina a Tàrraco
Es coneixen prop de 1.500 d'inscripcions romanes procedents de Tàrraco i del seu entorn, conjunt que representa quasi el 10% de totes les inscripcions romanes de la península Ibèrica. La inscripció romana més antiga, dedicada a la deessa Minerva, es troba a l'interior de la torre homònima i es data en els primers anys de la presència romana. La més tardana, que encara es pot considerar com "antiga", és la de la construcció funerària del bisbe Cebrià, el qual morí poc abans de la conquesta de Tarragona pels musulmans (principis del segle VIII).
La majoria de les inscripcions romanes de Tàrraco pertanyen als tres primers segles del període imperial. Es tracta, sobretot, d'inscripcions fúnebres (petites làpides sense decoració, ares funeràries, sarcòfags, etc.), honorífiques i monumentals on s'esmenten emperadors, funcionaris imperials, flàmens i ciutadans rics i respectats. Força ric és també el material epigràfic dels darrers temps de l'Edat Antiga. Entre d'altres, més de cent trenta textos i fragments paleocristians. S'han perdut unes dues-centes cinquanta inscripcions, moltes de les quals només coneixem per transcripcions o dibuixos realitzats a partir del segle xv. Les que s'exposen en aquesta sala del Museu constitueixen, només, una selecció del ric corpus d'inscripcions de Tàrraco, el més important d'Hispània.